# Nunciella montana
Nunciella montana is een hooiwagen uit de familie Triaenonychidae.